# Tramwaje w Jüterbogu
Tramwaje w Jüterbogu – zlikwidowany system komunikacji tramwajowej w niemieckim mieście Jüterbog, działający w latach 1897–1928.

## Historia
Linię tramwaju konnego o długości 3 km i rozstawie szyn wynoszącym 1000 mm otwarto 21 marca 1897. Linia tramwajowa połączyła dworzec kolejowy z Zinnaer Vorstadt. Zajezdnię zbudowano w pobliżu końcówki Zinnaer Vorstadt. Operatorem linii była firma Jüterboger Straßenbahn A.G. W 1904 pojawiły się plany elektryfikacji linii, których jednak nigdy nie zrealizowano. Ruch tramwajów na linii wstrzymano 1 kwietnia 1920. 16 czerwca tego samego roku tramwaje ponownie wyjechały na linię. Ponownie ruch wstrzymano 1 października 1922. 31 marca 1923 wznowiono ruch na linii. Linię ostatecznie zamknięto 29 lipca 1928.

## Linia
Trasa linii:
- Bahnhof Jüterbog – Bahnhofstraße – Marktstraße – Markt – Zinnaer Straße – Zinnaer Vorstadt

## Tabor
Do obsługi linii eksploatowano trzy wagony. Do ciągnięcia wagonów przedsiębiorstwo posiadało 12 koni.